# 220 км (зупинний пункт)
220 кіломе́тр — пасажирська зупинна залізнична платформа Дніпровської дирекції Придніпровської залізниці на лінії Нижньодніпровськ-Вузол — Апостолове.
Розташована на заході села Новоолександрівка Дніпровського району Дніпропетровської області між станціями Зустрічний (8 км) та Сурське (6 км).
По платформі щоденно проходить пара дизель-потягів у напрямку Дніпра-Лоцманської та пара в напрямку Апостолового.